# Give It to You
Give It to You – drugi singel Eve nagrany razem z Seanem Paulem. wydanym w roku 2007. Utwór promuje jej nadchodzący album Here I Am który został wydany w 2008 roku.